# Об обязанностях
«Об обя́занностях» (лат. De officiis) — политический трактат Марка Туллия Цицерона, его последнее крупное сочинение.

## Содержание
Сочинение написано осенью 44 года до н. э. в форме письма к сыну Марку.
«Об обязанностях» рассматривается как важное дополнение к двум уже опубликованным политическим сочинениям — «О государстве» и «О законах». Оценивая его важность для политической философии, Энтони Лонг поставил этот трактат выше «О государстве» (англ. The De officiis, not the De re publica, is Cicero's Republic) и сравнил его роль с политическим завещанием Цицерона. Другой исследователь творчества Цицерона Алан Дуглас предположил, что «Об обязанностях» является самым влиятельным светским прозаическим произведением в истории (англ. It is arguable that De Officiis is the most influential secular prose work ever written).
В этом трактате Цицерон развил многие идеи, заложенные в «О государстве». Автор активно использовал философию стоиков не как источник взглядов на общество, а как средство для исследования этики и политики.
Трактат «Об обязанностях» долгое время был самым читаемым произведением Цицерона. Благодаря своей популярности в Средние века и эпоху Возрождения трактат стал одним из первых когда-либо напечатанных сочинений.